# کونستانتینوس سیکلیتیراس
کونستانتینوس سیکلیتیراس (یونانی: Κωνσταντίνος "Κώστας" Τσικλητήρας؛ ۳۰ اکتبر ۱۸۸۸ – ۱۰ فوریه ۱۹۱۳) ورزشکار دو و میدانی و بازیکن فوتبال اهل یونان بود.
از باشگاه‌هایی که در آن بازی کرده‌است می‌توان به باشگاه فوتبال پاناتینایکوس اشاره کرد.
وی در مسابقات بین‌المللی در مجموع برندهٔ ۱ مدال طلا، ۲ مدال نقره، ۱ مدال برنز شده‌است.